# DeQuan Jones
Pour les articles homonymes, voir Jones.
Ne doit pas être confondu avec DeJuan Jones.
DeQuan Jones, né le 20 juin 1990 à Stone Mountain près d'Atlanta, est un joueur américain de basket-ball. Il joue au poste d'ailier aux Shiga Lakes (en) en B.League.

## Biographie

### Carrière universitaire
Jones a fait ses études à l'université de Miami, fréquentée autrefois par le Hall of Famer Rick Barry.

### Carrière professionnelle

#### Saison 2012-2013
Il n'est pas choisi lors de la Draft 2012 de la NBA mais est testé par le Magic pendant la Summer League 2012 organisée à Orlando. Jones est remarqué par les dirigeants du Magic d'Orlando et fait partie de l'effectif pendant la présaison et est finalement conservé dans l'effectif en vue de la saison régulière. Le 29 septembre 2012, il est signé par le Magic.
Le 27 mars 2013, il réalise son record de points de la saison avec 13 unités en tirant à 6 sur 9 lors de la défaite du Magic contre les Bobcats de Charlotte.

#### Saison 2013-2014
En juillet 2013, Jones participe à la NBA Summer League 2013 avec le Magic d'Orlando. Le 29 septembre 2013, il signe avec les Kings de Sacramento. Toutefois, il est libéré par les Kings le 15 octobre 2013 après avoir joué un seul match de présaison.
En novembre 2013, il est sélectionné par les Bighorns de Reno en D-League.

#### Saison 2014-2015
En juillet 2014, Jones participe à la Summer League d'Orlando avec les Pacers d'Indiana et à celle de Las Vegas avec les Pelicans de La Nouvelle-Orléans.
Le 27 juillet, il signe un contrat d'un an en Italie avec le Pallacanestro Cantù en LegA.
Le 8 janvier 2015, il participe au Slam Dunk Contest lors du All-Star Weekend 2015 de Serie A. Le 17 janvier, il participe aussi au BEKO All-Star Game dans l'équipe "Named Sport Team", match qu'il termine avec 26 points et gagne 146 à 143 contre la "Dolomiti Energia Team". En 35 matches avec Cantù en 2014–15, il a des moyennes de 9,1 points et 3,6 rebonds par match. En EuroCoupe, il tourne aussi à 8,2 points et 4,3 rebonds en 17 matches.

#### Saison 2015-2016
Le 25 septembre 2015, Jones signe avec les Hawks d'Atlanta. Toutefois, il est libéré par les Hawks le 24 octobre après avoir disputé quatre matches de présaison. Il signe donc aux Chiba Jets (première division japonaise).

#### Saison 2016-2017
Après une saison plutôt correcte au Japon (8,6 points, 3,9 rebonds de moyenne en 16 minutes de jeu), Jones débarque au Lille Métropole Basket Clubs, en Pro B, où il devient très rapidement un élément indispensable à l’équipe. Il réalise une très belle saison : il tourne à 16,5 points, 4,6 rebonds et 1,5 passe décisive. L’ailier américain termine troisième meilleur marqueur du championnat, malgré une blessure au coude qui lui fera manquer près de deux mois de compétition.

#### Saison 2017-2018
Il signe en Septembre 2017 un contrat avec les Pacers de l'Indiana. Non retenu par les Pacers, il est toutefois conservé par l’équipe de G-League de la franchise, les Mad Ants de Fort Wayne.
Le 19 février 2018, Jones remporte le concours de dunk de G-League.

#### Saison 2018-2019
Après une saison référence en G-League, Jones rejoint la Chine et le club d’Anhui Wenyi, dans lequel il devient rapidement un leader, et un joueur apprécié par les fans, grâce notamment à son jeu spectaculaire. Après un été réussi en Chine (31 points de moyenne), Jones prend la direction de l’Hapoël Holon, club de première division israélienne.

## Palmarès
- Fourth-team Parade All-American (2008)
- Lega Basket Serie A All-Star (2015)
- Vainqueur du Verizon G-League Slam Dunk Contest (2018)